# Cameron Kennedy
Cameron Kennedy (Canadá, 6 de outubro de 1993) é um ator canadense. Ele é mais conhecido por seu papel na Série e telefilme homônimas "My Babysitter's a Vampire", nos quais interpreta Rory.

## Filmografia

### Filmes
| Ano  | Título          | Papel     | Notas          |
| ---- | --------------- | --------- | -------------- |
| 2008 | Toronto Stories | Zach      | Primeiro Papel |
| 2011 | Really Me!      | Estudante | Papel Pequeno  |

### Curta-metragem
| Ano  | Título             | Papel        | Notas                            |
| ---- | ------------------ | ------------ | -------------------------------- |
| 2011 | Jesus Henry Christ | Jimmy Herman | Curta Metragem (Papel Principal) |

## Televisão

### Séries
| Ano       | Título                    | Papel        | Notas                       |
| --------- | ------------------------- | ------------ | --------------------------- |
| 2007      | ICarly                    | Lian McLook  |                             |
| 2009      | The Latest Buzz           | Brayden/Ator |                             |
| 2011-2012 | My Babysitter's a Vampire | Rory Keaner  | Protagonista - 26 episódios |

### Telefilme
| Ano  | Título                    | Papel       | Notas            |
| ---- | ------------------------- | ----------- | ---------------- |
| 2010 | My Babysitter's a Vampire | Rory Keaner | Elenco Principal |